# George Observatory
George Observatory – publiczne obserwatorium astronomiczne zarządzane przez Houston Museum of Natural Science. Znajduje się na terenie Brazos Bend State Park w Needville, w stanie Teksas. W obserwatorium mieści się także Challenger Learning Center zajmujące się naukami o kosmosie. Wpisane jest na listę kodów Międzynarodowej Unii Astronomicznej pod numerem 735.
Obserwatorium otwarte jest dla publiczności w każdą sobotę, natomiast w ciągu tygodnia mogą je zwiedzać zorganizowane grupy bądź wycieczki, po uprzedniej rezerwacji.

## Teleskopy
Obserwatorium wyposażone jest w trzy teleskopy – 36, 18 i 14-calowy.
36-calowy (910 mm) Gueymard Research Telescope jest jednym z największych teleskopów w Stanach Zjednoczonych regularnie udostępnianych do publicznych obserwacji. Jest to teleskop typu Ritcheya-Chrétiena wyposażony w hiperboliczne pierwotne i wtórne lustra, które wyostrzają obraz, eliminując rozmyte krawędzie wokół środka, co znane jest astronomom jako aberracja komatyczna. Na głównym teleskopie zamontowane są dwa refraktory, jeden to 6-calowy refraktor firmy Parallax Instruments. Drugi refraktor 11-calowy został przekazany obserwatorium przez Preston Engebretson.  
14-calowy teleskop Cassegraina firmy Celestron na platformie napędowej Paramount jest całkowicie skomputeryzowany. Kolejny to 18-calowy zwierciadlany teleskop Newtona o montażu równikowym. W zależności od pory miesiąca i pory roku zwiedzający mogą obserwować różne zjawiska, takie jak pierścienie Saturna, pasy chmur na Jowiszu, częściowe lub całkowite zaćmienie Księżyca lub Drogę Mleczną.